# Cephalcia alashanica
Cephalcia alashanica är en stekelart som först beskrevs av Gussakovskij 1935.  Cephalcia alashanica ingår i släktet granspinnarsteklar, och familjen spinnarsteklar. Enligt den finländska rödlistan är arten nära hotad i Finland. Arten är reproducerande i Sverige. Artens livsmiljö är moskogar.